# Comté de Logan (Virginie-Occidentale)
Pour les articles homonymes, voir Comté de Logan.
Le comté de Logan est un comté des États-Unis situé dans l’État de Virginie-Occidentale. En 2000, la population était de 37 710 habitants. Son siège est Logan. Le comté doit son nom à un chef indien Mingo du nom de Logan. Il a été créé en 1824 avec des parties des comtés de Kanawha, Cabell, Giles et Tazewell.

## Histoire
La bataille de Blair Mountain, plus grande rébellion armée américaine, s'est déroulée sur le comté. Plus récemment, l'inondation de Buffalo Creek du 26 février 1972 a causé la mort de 125 personnes lorsqu'un barrage de lisier de charbon a éclaté sous la pression de fortes pluies, libérant plus de 100 000 000 gallons américains (380 000 000 litres) de déchets et d'eau, formant une vague de 30 pieds (9,1 m ) dévalant sur la vallée en contrebas. Les communautés de Lorado et Lundale ont été détruites et 14 autres communautés fortement endommagées, dont Saunders, Amherstdale, Crites et Latrobe.

## Principales villes
- Chapmanville
- Logan
- Man
- Mitchell Heights
- West Logan